# IC 4951
IC 4951 — галактика типу SBd () у сузір'ї Павич.
Цей об'єкт міститься в оригінальній редакції індексного каталогу.